# Chaussée de Helmet
Pour les articles homonymes, voir Helmet.
La chaussée de Helmet (en néerlandais : Helmetsesteenweg) est une chaussée bruxelloise de la commune de Schaerbeek qui va du carrefour formé par l'avenue Voltaire et la rue Van Ysendyck jusqu'aux portes d'Evere (rue du Tilleul) en se prolongeant en fourche par la rue Henri Van Hamme et la rue Édouard Stuckens.
Cette chaussée passe par la rue Jacques Rayé, la rue Waelhem, sous le boulevard Lambermont, l'avenue Albert Desenfans, la rue Nestor De Tière, la rue du Foyer Schaerbeekois, l'avenue Huart Hamoir, la rue Richard Vandevelde, la rue de la Bruyère, la rue de l'Agriculture, la rue Gustave Huberti, la rue du Corbeau, la rue Van Droogenbroeck, la rue Marguerite Van de Wiele et la rue Charles Meert.
La numérotation des habitations va de 31 à 391 pour le côté impair, et de 18 à 398 pour le côté pair.
La chaussée de Helmet prolonge la rue Général Eenens, qui débute elle, à l'arrière de l'hôtel communal de Schaerbeek.
Son nom vient d'un ancien hameau située au nord de Schaerbeek.

## Adresses notables
- no 44 : Immeuble du Foyer Schaerbeekois
- no 52 : Immeuble du Foyer Schaerbeekois
- no 232 : bpost
- nos 321 et 323 : Immeubles du Foyer Schaerbeekois